# کویت ایرویز
کویت ایرویز (به عربی: الخطوط الجوية الكويتية) شرکت هواپیمایی حامل پرچم کویت است، که دفتر مرکزی و مقر اصلی آن در فرودگاه بین‌المللی کویت واقع در فروانیه مستقر می‌باشد. این شرکت پروازهای زمان‌بندی شده‌ای به خاورمیانه، شبه‌قاره هند، اروپا، آسیای جنوب شرقی و آمریکای شمالی از مبدأ فرودگاه بین‌المللی کویت انجام می‌دهد. کویت ایرویز عضو پیمان حمل و نقل هوایی عربی است. آخرین آمار مربوط به ناوگان خطوط هوایی کویت تا اواسط سال۲۰۱۶ میلادی حدود ۳۲ فروند از انواع مختلف هواپیماست.

## مقصدهای پروازی

### قرارداد نماد مشترک
کویت ایرویز با شرکت‌های هواپیمایی زیر قرارداد نماد مشترک دارد:
- آلیتالیا
- هواپیمایی اتیوپی
- هواپیمایی خاورمیانه[۴]
- یمنیه

## ناوگان

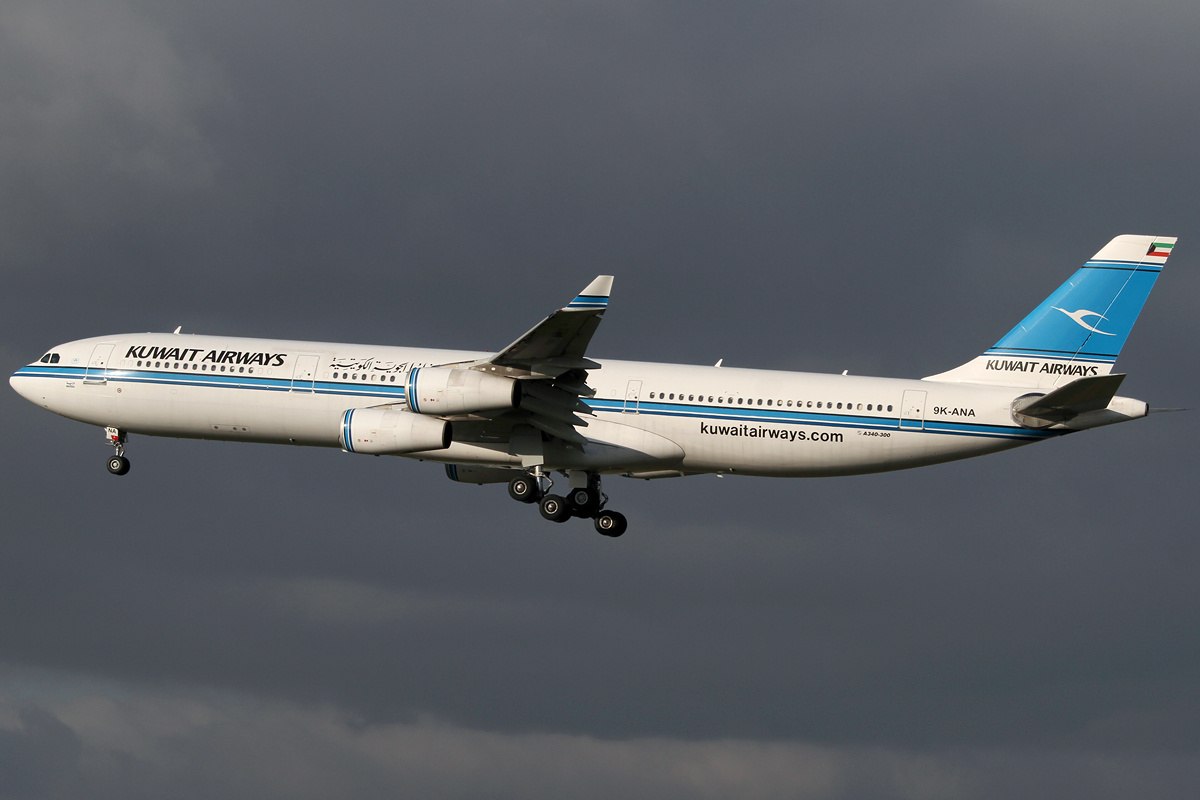
یک فروند ایرباس ای۳۴۰ متعلق به کویت ایرویز در فرودگاه بین‌المللی فرانکفورت.

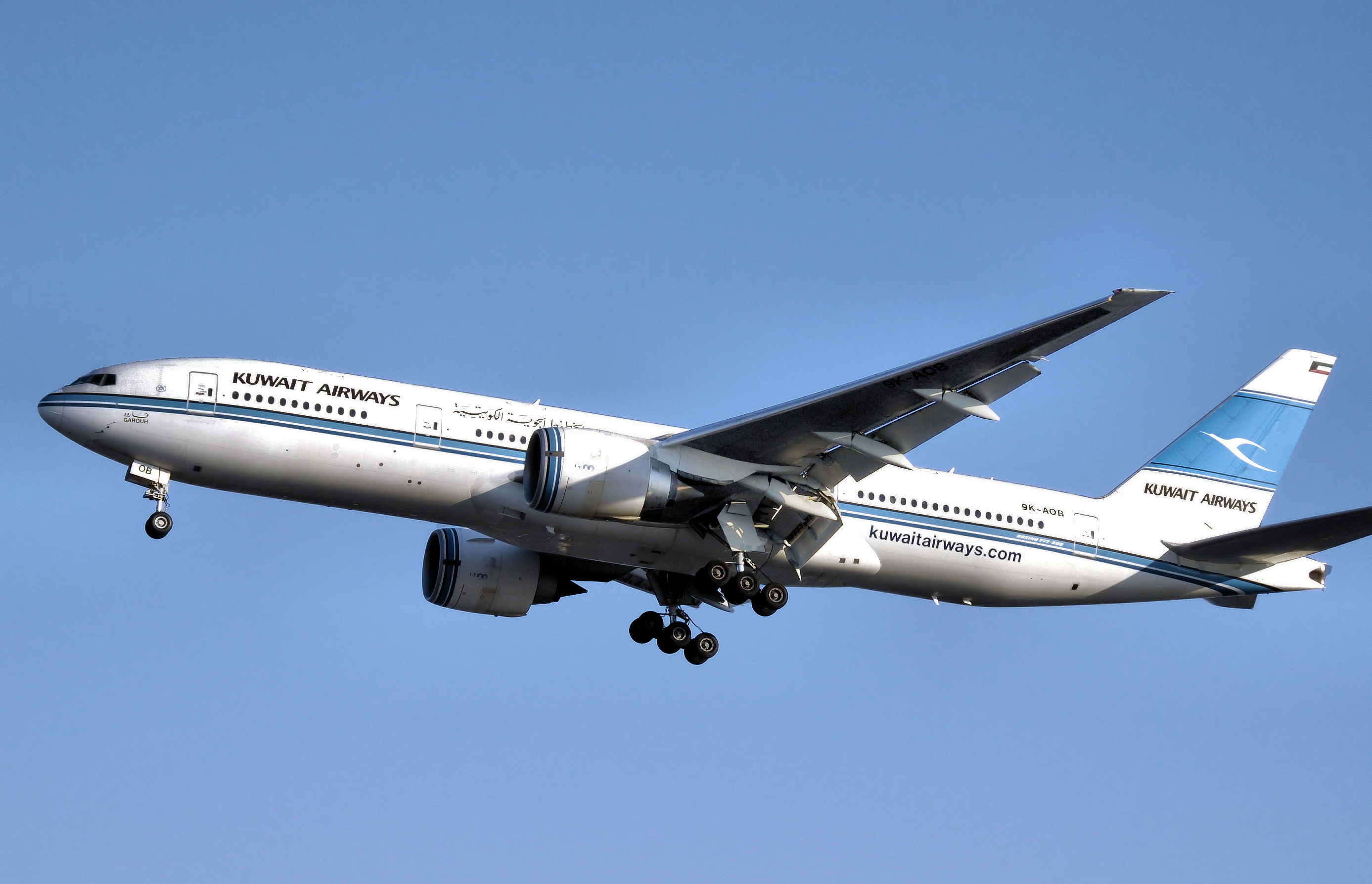
یک فروند بوئینگ ۷۷۷ متعلق به کویت ایرویز در فرودگاه هیترو لندن. (۲۰۰۷)